# César Ramírez
César Ramírez (* 25. Januar 1990 in Veracruz) ist ein ehemaliger mexikanischer Tennisspieler.

## Karriere
Ramírez spielte sehr erfolgreich auf der ITF Junior Tour. Dort erreichte er 2008 das Halbfinale der French Open. Bei den Australian Open stand er im selben Jahr im Doppel sogar im Endspiel. Sieben Einzel- und sechs Doppeltitel gewann er bei den Junioren, darunter je auch einen der höchsten Kategorie A. Seine höchste Position wurde 2008 Platz 3.
Bei den Profis knüpfte er nicht an diese Erfolge an. Er spielte hauptsächlich auf der ATP Challenger Tour und der ITF Future Tour. Er feierte 8 Einzel- und 16 Doppeltitel auf der Future Tour. Auf der Challenger Tour gewann zwei Doppelturniere, beide 2014. 2015 war er im Doppel kurz vor dem Sprung in die Top 100 der Weltrangliste, als er Platz 105 erreichte. Im Einzel schaffte er einmal den Einzug unter die Top 400.
César Ramírez spielte ab 2008 für die mexikanische Davis-Cup-Mannschaft. Für diese trat er in elf Begegnungen an, wobei er im Einzel eine Bilanz von 8:9 und eine Doppelbilanz von 2:2 aufzuweisen hat.
Nach einem positiven Test auf Steroide wurde er 2018 wegen unerlaubten Dopings bis zum 12. April 2022 gesperrt. Danach spielte er nur noch vereinzelte lokale Turniere.

## Erfolge
| Legende (Anzahl der Siege)  |
| Grand Slam                  |
| ATP World Tour Finals       |
| ATP World Tour Masters 1000 |
| ATP World Tour 500          |
| ATP World Tour 250          |
| ATP Challenger Tour (2)     |

### Doppel

#### Turniersiege
| Nr. | Datum             | Turnier     | Belag     | Partner                   | Finalgegner                   | Ergebnis |
| --- | ----------------- | ----------- | --------- | ------------------------- | ----------------------------- | -------- |
| 1.  | 30. März 2014     | Guadalajara | Hartplatz | Miguel Ángel Reyes Varela | Andre Begemann Matthew Ebden  | 6:4, 6:2 |
| 2.  | 6. September 2014 | Medellín    | Sand      | Austin Krajicek           | Roberto Maytín Andrés Molteni | 6:3, 7:5 |